# 瓦尔珀茨基兴
瓦尔珀茨基兴是德国巴伐利亚州的一个市镇。总面积18.45平方公里，总人口2060人，其中男性1040人，女性1020人（2011年12月31日），人口密度112人/平方公里。